# Phare de l'Île-Brion
Le phare de l'île-Brion est un phare du Québec (Canada) situé à l’extrémité ouest de l'île Brion. Construit en 1904, il est construit selon un plan type de phare construit au début du XXe siècle du ministère de la Marine et des Pêches du Canada. Il a été cité monument historique en 2006.

## Bâtiment
Le phare est une tour octogonale de 14,9 m en bois avec une corniche évasée. Il est très ressemblant avec les phares de cap Gaspé et de la barre de Pictou. Le revêtement extérieur du phare est en bardeau de cèdre pour la tour et en aluminium pour la lanterne.

## Histoire

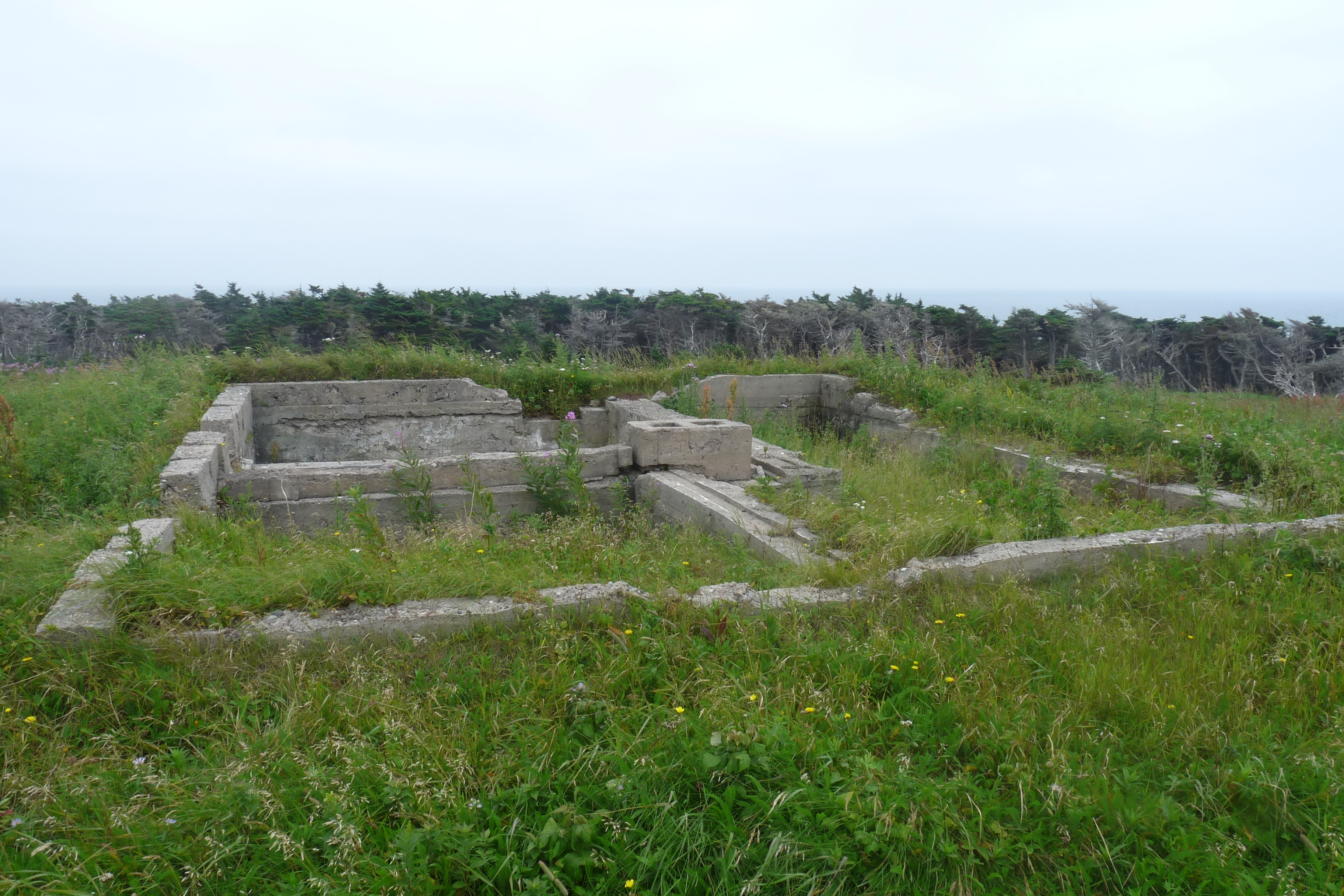
Fondations de la maison du gardien.

Le phare de l'île-Brion a été construit en 1905-1905 dans la seconde vague de construction des îles de la Madeleine. La maison de gardien est construite en 1903 et une écurie fut ajoutée à l'ensemble en 1938. Le phare fut automatisé en 1967 et les bâtiments en annexe démolis en 1972. Le phare a été inclus dans la réserve écologique de l'Île-Brion en 1988.